# Pertoča
Pertoča je naselje v Občini Rogašovci.

## Etimologija
Pertoča je vas na Goričkem. Leta 1365 je prvič omenjena z imenom Walsefolua, leta 1499 se omenja pod imenom Perdolthfalwa, nato leta 1541 Perthocha. Ime je mogoče ženska različica starovisokonemškega osebnega imena Perttolt, ki spada k osebnemu imenu Berchtwald (Bertold).
Domače prekmursko poimenovanje je enako uradnemu slovenskemu imenu. Prebivalec se imenuje Pertočan, prekmursko Pêrtočar, pridevnik je pertoški, prekmursko pêrtočki.
V madžarščini se je imenovala prvič Pertocsa, Pertócsa, ki so jo spremenili v času madžarizacije v Perestó, ki je verjetno samovoljno tvorjen umetni naziv.
V nemščini se imenuje Sankt Helena.

## Zgodovina
V vasi je cerkev svete Helene. Župnija se prvič omenja leta 1425. Nekatere vasi, ki danes pripadajo tej župniji, so takrat pripadale župniji sv. Jurija. O majhni podružnični cerkvici na Pertoči govori zapis, ki ga je našel tišinski dekan Franc Ivanoci in ga objavil v Časopisu za zgodovino in narodopisje v Mariboru leta 1914. Za časa Ladislava V., leta 1425, se omenja, da so postavili cerkev sv. Jelene. Okrog leta 1600, je podružnica sv. Helene postala sedež  protestantske župnije z nemškim cerkvenim jezikom in s tujimi pridigarji. Po osemdesetih letih je župnija postala katoliška. Leta 1615 je tu služboval evangeličanski pastor. K župniji so pripadala vasi Večeslavci, Ropoča, Fikšinci, Kramarovci in Ocinje. Med župljani so bili tudi Nemci.
Prebivalstvo je naraščalo in zato so že pred prvo svetovno vojno delali načrte o povečavi cerkve. Šele leta 1963 so dobili dovoljenje za gradnjo nove cerkve. Posvečena je bila leta 1970.
V madžarski revoluciji (1848) se je borilo devet pertoških vojakov: Štefan Segevi, Štefan Šajt, Jožef Šajt, Janoš Haužar, Janoš Mencigar, Janoš Čontola, Janoš Fleischhakker, Štefan Kosednar, Štefan Turha.

## Umetnik Rupnik v Pertoči
Novembra leta 2009 je jezuit Marko Rupnik okrasil celoten prezbiterij z velikim mozaikom. V njem je prikazan trpeči Jezus s črnim križem, ki se srečuje z žalostno materjo Marijo. Na vrhu prezbiterija je zmagoslavni Jezus, ki sedi – po vzoru na starodavne upodobitve v Pomurju, kot je tudi v Prekmurju Žalostni Jezus, ki sedi. Eden od njih je med krajema Lipovci in Dokležovje. Na levi strani je zavetnica cerkve sveta Helena, ki je bila, kot njen sin Konstantin Veliki, iz Niša. Na desni strani mozaika je krstilnica s svetim Janezom Krstnikom, ki kaže na Jezusa: »Glejte, to je Božje Jagnje, ki odjemlje grehe sveta!«.